# Wen-čchang (nádraží)
Wen-čchang (čínsky pchin-jinem Wénchāng zhàn, znaky 文昌站) je vlakové nádraží v městském okresu Wen-čchang na Chaj-nanu. Nachází se na vysokorychlostní trati Chajnanský okruh – východní úsek.
Nádraží je v provozu od 30. prosince 2010.